# VR Plus Altmark-Wendland
Die VR Plus Altmark-Wendland eG ist eine deutsche Genossenschaftsbank mit Sitz in der niedersächsischen Kreisstadt Lüchow (Wendland) im Landkreis Lüchow-Dannenberg.

## Geschichte
Am 2. Dezember 1917 gründeten 28 Männer aus Woltersdorf und den angrenzenden Dörfern die „Spar- und Darlehenskasse Woltersdorf eGmbH“. Anfangs war der überwiegende Teil der Kunden in der Landwirtschaft tätig. Dem Strukturwandel in der Landwirtschaft und den veränderten wirtschaftlichen Verhältnissen nach dem Zweiten Weltkrieg hat sich die Bank angepasst. 1976 erfolgte die erste Fusion der Spar- und Darlehnskasse Woltersdorf eG mit der Spar- und Darlehnskasse Prezelle-Lomitz eG mit dem Sitz in Prezelle, wodurch die Firmierung in Spar- und Darlehenskasse Woltersdorf-Prezelle eG geändert wurde. Zwei Jahre später fusionierte diese dann mit der Volksbank Lübbow eG mit dem Sitz in Lübbow zur Volksbank Wendland eG mit dem Sitz in Woltersdorf. Im Folgejahr wurde das Landhandelsgeschäft Schäfke in Schweskau gekauft. Mit der deutschen Wiedervereinigung 1989/90 ergaben sich für die Genossenschaft, die sich aufgrund der Grenzlage bislang in einem eher benachteiligten Gebiet befand,  Entwicklungschancen. Zahlreiche Verschmelzungen, Unternehmenskäufe und -gründungen, die Entwicklung neuer und die Weiterentwicklung bestehender Geschäftsfelder und Standorte im Rahmen des Geschäftsmodells der Gemischtwirtschaftlichkeit ließen aus der kleinen dörflichen Spar- und Darlehenskasse die größte gemischtwirtschaftliche Kreditgenossenschaft Deutschlands entstehen.
So wurde 1990 die Fusion der Volksbank Wendland eG mit dem Sitz in Woltersdorf mit der Volksbank Arendsee eG mit dem Sitz in Arendsee und der Volksbank Seehausen eG mit dem Sitz in Seehausen realisiert und die Raiffeisen Bezugs-, Verwertungs- und Anlagen-GmbH (RBVA GmbH) in Osterburg gegründet. Bereits ein Jahr nach den letzten Fusionen erfolgte eine weitere Fusion mit der Raiffeisenbank Osterburg eG mit dem Sitz in Osterburg. Im gleichen Jahr wurden die Agrochemischen Zentren in Osterburg und Seehausen erworben.
1995 erfolgte die Verschmelzung mit der 1990 gegründeten RBVA GmbH in Osterburg. 1997 wurde mit dem Kauf der Altmärker Zuckerhandel GmbH (AZH) ein weiteres lokales Unternehmen erworben. Bereits ein Jahr später wurde eine weitere Fusion mit der Raiffeisen-Warengenossenschaft Osterburg (RWG) durchgeführt. 1998 erfolgte die Umfirmierung in Volksbank Osterburg-Wendland eG. Im Jahr 1999 erfolgte zuerst die Sitzverlegung nach Arendsee und anschließend die Fusion mit der Volksbank Osterburg eG mit dem Sitz in Osterburg. 2000 wurde die Volksbank Lüchow eG mit dem Sitz in Lüchow (Wendland) im Rahmen einer weiteren Fusion integriert und der Sitz nach Lüchow (Wendland) verlegt. Im gleichen Jahr erwarb die Volksbank Osterburg-Wendland eG die Trocknungs- und Kraftfutterwerk Thüritz GmbH und setzte damit den Erwerb lokaler landwirtschaftlicher Unternehmen fort.
Die Volksbank Lüchow eG fusioniert im Jahr 1990 bereits mit der Volksbank Wustrow eG mit dem Sitz in Wustrow (Wendland).
2001 wurden die Saatbau Dannenberg eG und die Volksbank Dannenberg eG mit dem Sitz in Dannenberg im Rahmen weiterer Verschmelzungen eingegliedert. Es erfolgte die Änderung der Firmierung in Volksbank Osterburg-Lüchow-Dannenberg eG mit dem Sitz in Dannenberg. Die Volksbank Dannenberg fusionierte im Jahr 1990 mit der Raiffeisenbank Lenzen/Elbe eG mit dem Sitz in Lenzen (Elbe) und der Raiffeisenbank Eldena eG mit dem Sitz in Eldena. In den Jahren 2002–2004 wurden mit dem Kauf des Lüchower Standortes des Landtechnikunternehmens Boddien & Co. (2002), dem Kauf der Raiffeisen Agrodienst eG Goldbeck (2003) und der Übernahme aller Beteiligungen an der Raiffeisen Kartoffellager GmbH Pudripp (2004) weitere landwirtschaftliche Unternehmen erworben.
2004 wurde ebenfalls die Brandenburgisch-Mecklenburgische Geflügelnahrung GmbH (BMG GmbH) gegründet. In den beiden Folgejahren standen Fusionen mit der Landwirtschaftlichen Ein- und Verkaufsgenossenschaft Hankensbüttel-Groß Oesingen eG (2005) und der Raiffeisen Warengenossenschaft Elbe-Ostheide (2006) an. 2006 beteiligte sich die Volksbank Osterburg-Lüchow-Dannenberg eG an der Viehvermarktung Elbe-Ilmenau GmbH und gründete die Tochtergesellschaft alka-tec GmbH. Die 2004 gegründete Brandenburgisch-Mecklenburgische Geflügelnahrung GmbH (BMG GmbH) wurde drei Jahre später, im Jahr 2007, verkauft. 2009 erfolgte der Kauf der Getreidelagerhaus Lüneburg-Embsen GmbH.
Zwei Jahre später, im Jahr 2011, wurde die Raiffeisen Saatenzentrum GmbH Dahlenburg gegründet und 2012 das Bau- und Dachdeckerzentrum Osterburg erworben. 2014 erfolgte die Verschmelzung mit der Viehvermarktung Lüchow-Dannenberg eG. 2016 erwarb die Genossenschaft die Eckhardt GmbH. 2017 fusionierte die Volksbank Osterburg-Lüchow-Dannenberg eG mit dem Sitz in Dannenberg mit der Volksbank Clenze-Hitzacker eG mit dem Sitz in Clenze zur heutigen VR Plus Altmark-Wendland eG mit dem Sitz in Lüchow (Wendland) und 2018 diese dann mit der Landwirtschaftlichen Bezugs- und Absatzgenossenschaft Lüchow eG.
Die Volksbank Clenze-Hitzacker eG entstand im Jahr 2006 aus der Fusion der Volksbank Clenze-Schnega eG mit dem Sitz in Clenze mit der Volksbank Hitzacker eG mit dem Sitz in Hitzacker (Elbe). Durch die Fusion der Volksbank Schnega-Bergen/D. eG mit den Sitz in Schnega im Jahr 1994 mit der Volksbank Clenze eG entstand die Volksbank Clenze-Schnega eG.

## Rechtsverhältnisse
Die VR Plus Altmark-Wendland eG (lt. GnR „VR PLUS Altmark-Wendland eG“) ist im Genossenschaftsregister beim Amtsgericht Lüneburg unter GnR 120024 eingetragen.

## Organisationsstruktur
Rechtsgrundlagen sind das Genossenschaftsgesetz und die durch die Generalversammlung beschlossene Satzung. Organe der Bank sind der Vorstand, der Aufsichtsrat und die Generalversammlung.
Das höchste Organ ist die Generalversammlung. Sie wählt den Aufsichtsrat, der wiederum den Vorstand benennt. Um der besonderen landwirtschaftlichen Prägung der Genossenschaft Rechnung zu tragen, übernimmt der „Fachrat für den warenwirtschaftlichen Bereich“ die Funktion des Bindegliedes zwischen der Landwirtschaft und der Genossenschaft.

## Sicherungseinrichtung
Die VR Plus Altmark-Wendland eG ist der amtlich anerkannten Sicherungseinrichtung des Bundesverbandes der Deutschen Volksbanken und Raiffeisenbanken GmbH und der zusätzlichen freiwilligen Sicherungseinrichtung des Bundesverbandes der Deutschen Volksbanken und Raiffeisenbanken e.V. angeschlossen.

## Geschäftsausrichtung
Die VR Plus Altmark-Wendland eG betreibt das Universalbankgeschäft und betreibt neben dem klassischen Bankgeschäft ein  Agrarhandels- und Dienstleistungsgeschäft mit den Sparten Getreide, Ölsaaten, Futtermittel, Düngemittel, Pflanzenschutz und Saatgut. Darüber hinaus bestehen  Aktivitäten in den Bereichen Energie und Mineralölhandel sowie Agrartechnik. Zudem wird das Einzelhandelsgeschäft in den VR-Plus-Märkten betrieben. Diese sind standortabhängig unterschiedlich ausgerichtet. Einen Schwerpunkt bildet hier der Baustoffhandel.
Im Verbundgeschäft arbeitet sie mit der DZ Bank, R+V Versicherung, Bausparkasse Schwäbisch Hall, Teambank, VR Smart Finanz, DZ Hyp und der Union Investment zusammen.
Durch die Gemischtwirtschaftlichkeit, bedingt durch die konsequente Integration landwirtschaftlicher Unternehmen, unterscheidet sich die VR Plus Altmark-Wendland eG von anderen genossenschaftlichen Finanzdienstleistern und bietet, neben klassischen Bankdienstleistungen, zusätzliche Leistungen im Bereich des ländlichen und gewerblichen Handels an.

## Geschäftsgebiet
Das Geschäftsgebiet liegt zum größten Teil innerhalb des Landkreises Lüchow-Dannenberg sowie in Teilen des Landkreises Gifhorn, des Landkreises Lüneburg, des Landkreises Harburg, des Altmarkkreises Salzwedel, des Landkreises Prignitz, des Landkreises Stendal und des Landkreises Ludwigslust-Parchim.
Das Geschäftsgebiet umfasst das „Vier-Länder-Eck“  von Niedersachsen, Sachsen-Anhalt, Mecklenburg-Vorpommern und Brandenburg. Hier ist die Genossenschaft mit ihren Zweigniederlassungen und Tochterunternehmen mit 18 Bankgeschäftsstellen, 24 Tankstellen, sieben Landtechnikstandorten, 13 VR-Plus-Märkten (Raiffeisen-Märkte) davon vier mit Baustoffabteilung, einem Bau- und Dachdeckerzentrum, 26 landwirtschaftlichen Lagerstellen, einem Kraftfutterwerk, einer Saatgutaufbereitungsanlage und einer Gaststätte in 41 Orten vertreten.
Das Geschäft wird sowohl als Direktgeschäft als auch über folgende Zweigniederlassungen, Tochter- und Beteiligungsunternehmen abgewickelt:
- VR Plus Altmark-Wendland (Zweigniederlassung)
- VR Plus Isenhagener Land (Zweigniederlassung)
- VR Plus Ostheide (Zweigniederlassung)
- VR Plus Clenze-Hitzacker(Zweigniederlassung)

Über die oberen drei Zweigniederlassungen erfolgen  Aktivitäten im Agrarhandels- und Dienstleistungsbereich, wobei jede Zweigniederlassung mit ihren Standorten geographisch einen bestimmten Bereich des Geschäftsgebietes der Genossenschaft abdeckt.
- Raiffeisen Handel- und Lagerhaus GmbH (100 %iges Tochterunternehmen)

Die Raiffeisen Handel- und Lagerhaus GmbH betreibt neben einem Kraftfutterwerk in Osterburg mehrere Lagerstellen zur Aufnahme und zum Handel von Getreide.
- Raiffeisen Getreidelagerhaus Lüneburg-Embsen GmbH (100 %iges Tochterunternehmen)

Das Kerngeschäft der Raiffeisen Getreidelagerhaus Lüneburg-Embsen GmbH umfasst die gewerbliche Lagerung und den Umschlag von Getreide, Ölsaaten und Futtermitteln. Auch die Lagerung und der Umschlag von Stückgut gehören zum Leistungsumfang.
- Raiffeisen Kartoffellager GmbH (100%iges Tochterunternehmen)

Gegenstand des Unternehmens ist die Einlagerung, Aufbereitung und Vermarktung von Speisekartoffeln, Zwiebeln und sonstigen Agrarprodukten.
- Raiffeisen Saatenzentrum GmbH Dahlenburg (100 %iges Tochterunternehmen)

Das Geschäftsfeld der Raiffeisen Saatenzentrum GmbH Dahlenburg umfasst die Veredlung von Saatgetreide, d. h. die Annahme, Lagerung, Bearbeitung und Beizung von sogenanntem Basisgetreide sowie die anschließende Abfüllung des Saatgetreides und dessen Vertrieb an landwirtschaftliche Betriebe.
- alka-tec GmbH (100 %iges Tochterunternehmen)

Die alka-tec GmbH ist auf den Gebieten Land-, Kommunal- und Gartentechnik mit Standort in Oetzen tätig. Neben dem Verkauf von Maschinen und Geräten gehören auch deren Wartung, Reparatur und Vermietung sowie der Ersatzteilhandel zum Geschäftsumfang.